# Ibrahim Ilhami Pascha

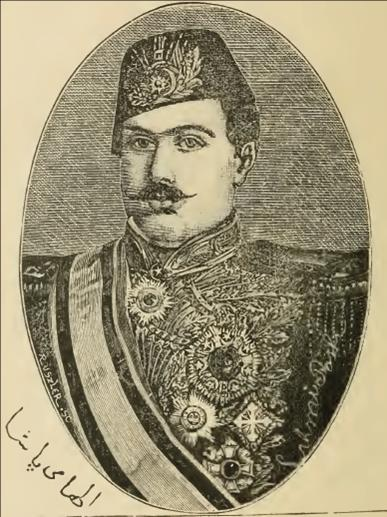
Ilhami Pascha

Ibrahim Ilhami Pascha, född 3 januari 1836 i Kairo i Egypten död 9 december 1860 i Istanbul i Turkiet, var en egyptisk prins. Han var son till Abbas I av Egypten.